# Il miracolo (Officina Zoè)
Il miracolo è il terzo album degli Officina Zoè, è uscito nel 2003.

## Tracce
1. Miracolo
2. Golfo Ionico
3. Tempu veru
4. Menevò
5. Mera Promessa
6. Fracidde
7. Golfo Ionico 2